# Charlotte Bathe
Charlotte Bathe (Ipswich, 22 de septiembre de 1965) es una jinete británica que compitió en la modalidad de concurso completo.
Ganó una medalla de oro en el Campeonato Mundial de Concurso Completo de 1994 y una medalla de oro en el Campeonato Europeo de Concurso Completo de 1995, ambas en la prueba por equipos.

## Palmarés internacional
| Campeonato Mundial | Campeonato Mundial          | Campeonato Mundial | Campeonato Mundial |
| Año                | Lugar                       | Medalla            | Categoría          |
| ------------------ | --------------------------- | ------------------ | ------------------ |
| 1994               | La Haya (Países Bajos)      | Medalla de oro     | Por equipos        |
| Campeonato Europeo |                             |                    |                    |
| Año                | Lugar                       | Medalla            | Categoría          |
| 1995               | Pratoni del Vivaro (Italia) | Medalla de oro     | Por equipos        |